# Universidade Agrícola de Hebei
A Universidade Agrícola de Hebei (chinês: 河北农业大学, pinyin: Héběi Nóngyè Dàxué) é uma universidade em Baoding, Hebei, China, sob o governo da província. Fundada em 1902, a Universidade Agrícola de Hebei é uma instituição de ensino superior localizada em Baoding.